# Beffroi de Dreux
Le beffroi de Dreux est un monument du début du XVIe siècle situé à Dreux, sous-préfecture du département français d'Eure-et-Loir, en région Centre-Val de Loire.
Ancien hôtel de ville, l'édifice est construit de 1512 à 1537 par trois architectes successifs : à Pierre Chéron (1512) et Jean des Moulins (1516) succéda de 1520 à 1537 le jeune Clément Métezeau,.
Bien qu'achevé dans les premières décennies du XVIe siècle, sous le règne de François Ier, le monument n'en reste pas moins l'un des exemples majeurs de l'architecture civile de style Louis XII ainsi qu'un témoignage de la prospérité retrouvée du Dreux de la fin du XVe siècle, renouvelant alors un patrimoine municipal auparavant négligé.
Véritable symbole de la ville, le beffroi de Dreux est le seul monument de ce type en Eure-et-Loir. Le bâtiment est classé au titre des monuments historiques par la liste de 1840.

## Situation
Le beffroi est situé sur la place Métezeau dans le centre historique de la ville de Dreux. Plusieurs fois restauré, notamment au cours de l'après-guerre, la création d'un parking souterrain au pied de l'édifice a défrayé la chronique. Sur le beffroi, des fissures sont alors apparues, dues selon certains aux travaux qui ont ébranlé les fondations, alors que pour d'autres ces dégâts seraient à attribuer à plusieurs années consécutives de sécheresse. L'édifice a depuis été consolidé et rouvert au public lors des festivités de 2016.

## Historique
Faisant partie de l'apanage royal de Louis VI le Gros, Comte de Dreux, la ville obtient ses premières franchises communales entre 1132 et 1137. Cependant, c'est surtout son fils Robert Ier de Dreux dit "le Grand" qui confirmera aux bourgeois drouais ce "droit de commune" dans une charte en 1180.
Après l'obtention de leurs suzerains du droit de s'administrer elle-même, la ville de Dreux procède alors à l'édification d'une première maison de ville à l'emplacement même où sera construit au début du XVIe siècle le beffroi actuel. Ce premier édifice possède alors une couverture de plomb dont on retrouve les traces dans les archives communales par l'intervention d'un plombier nommé Thibault, chargé d'une réparation en 1501. Très endommagé par la foudre, ce premier hôtel de ville, doit être totalement reconstruit, afin de faire place à un "Beffroy".
Commencée dès 1512, l'édification du nouvel édifice est confiée à trois architectes successifs, dont Clément Métezeau, qui travailla parallèlement dès 1524 à l'édification du portail de l'église Saint-Pierre. Seul monument de ce type en Eure-et-Loir, cet édifice achevé vers 1537 n'en reste pas moins représentatif du style Louis XII, marquant la transition entre le gothique flamboyant et la première Renaissance.

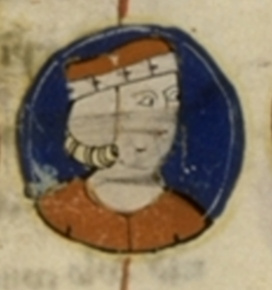
Robert Ier de Dreux dit "le Grand" confirme aux bourgeois drouais le "droit de commune" par une charte en 1180 (enluminure anonyme du XIV^{e} siècle).

L’époque est heureuse pour la cité qui redevient un centre commercial florissant, passées les décennies de tourmente, les derniers avatars de la Guerre de Cent ans et la lutte entre le duc de Bourgogne et le roi de France. La première moitié du XVe siècle a vu en effet s'accumuler les désastres : Dreux au milieu du XVe siècle est en partie ruinée après avoir subi plusieurs assauts dont le siège de 1412 suivi de celui de 1425 par Henri V d'Angleterre, provoquant notamment la perte des deux tiers de ses habitants.
Toutefois, l'administration communale, très sollicitée lors de la guerre de Cent Ans, s'est développée et a pris une importance jusqu'alors jamais atteinte. Devenu le symbole des libertés communales acquises par les bourgeois drouais dès le règne de Louis VI le Gros, le beffroi n'en illustre pas moins la reprise économique urbaine florissante survenue dès la fin du XVe siècle, grande époque des constructions édilitaires municipales.
Signe des temps, la façade du bâtiment est monumentale : Il y a une volonté affichée d'éblouir et de marquer la puissance urbaine retrouvée. Il est vrai que réunir plusieurs parcelles dans l'espace resserré d'une ville remparée est en soi une manifestation de puissance.
Malgré une situation financière florissante, la difficulté du chantier retarde inexorablement la réalisation du nouveau beffroi dont la construction s'achèvera après presque vingt-cinq ans de travaux. À partir de 1512, Pierre Chéron, premier entrepreneur du nouvel hôtel de ville, éprouve d'énormes difficultés à asseoir les fondations du bâtiment à cause de la présence d'eaux souterraines. Pour autant la première pierre est finalement posée en 1516 par Pierre de Haute-ville, Seigneur de la Peine, qui financera en partie les travaux. Mais peu de temps après Pierre Chéron meurt, laissant alors un chantier à peine commencé au maître-maçon Jean des Moulins.
L'édifice avance dès lors beaucoup plus rapidement. Son portail et la première voûte sont réalisés avant 1518 tandis que le premier étage est terminé au moment même où le jeune Clément Métezau reprend le chantier, : Une pierre, située juste au-dessus de la niche centrale en témoigne par son bas-relief auxs armes et à la devise de François Ier, accompagnées du millésime de 1520. À partir de 1530, l'hôtel de ville est progressivement achevé, ce qui permet d'y tenir les premières réunions communales. Les travaux se poursuivent pourtant jusqu'en 1537 avec le couronnement du second étage d'un haut toit orné de lucarnes dans la pleine tradition française, le tout obéissant à un programme détaillé.
Sous Louis XIV, le Beffroi servit de corps de garde et de geôle aux prisonniers de guerre. Ce sont eux qui ont gravé sur le mur de l'escalier de curieux graffiti : des bateaux battant pavillon espagnol.

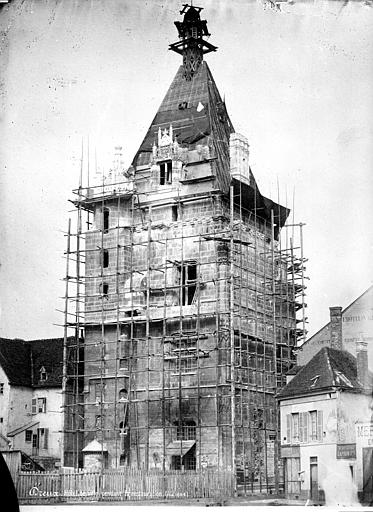
Le beffroi lors de sa première restauration en mai 1884.

Après avoir passé les troubles de la Révolution, l'édifice sert de cadre aux fêtes dansantes célébrant les anniversaires du couronnement de l'Empereur Napoléon Ier et de la bataille d'Austerlitz. Une première fois restauré au cours du XIXe siècle, le beffroi jugé trop exigu, finit par être abandonné par la mairie en 1895.
Le XXe siècle sera marqué par de nombreuses vicissitudes. En 1940, l'édifice connait le bombardement intensif de l'aviation ennemie du Troisième Reich qui sera marqué par de très nombreuses victimes.
Pour autant c'est quatre jours après le débarquement de Normandie, soit dans la nuit du 10 au 11 juin 1944, que le beffroi de Dreux va subir de plein fouet le bombardement beaucoup plus destructeur des troupes alliées : Bombardement qui n'eut probablement pas de conséquences significatives sur le déroulement des opérations militaires...
Plusieurs fois restauré au cours de l'après-guerre, la création d'un parking souterrain sous la place Métezeau, a défrayé la chronique. Sur le Beffroi des fissures sont alors apparues, dues selon certains aux travaux qui ont ébranlé les fondations, alors que pour d'autres ces dégâts seraient à attribuer à plusieurs années consécutives de sécheresses.
L’année 2016, jalonnée de manifestations, sera choisie pour fêter les 500 ans de l’édifice dont les fondations furent pourtant entreprises à partir de 1512.

## Description

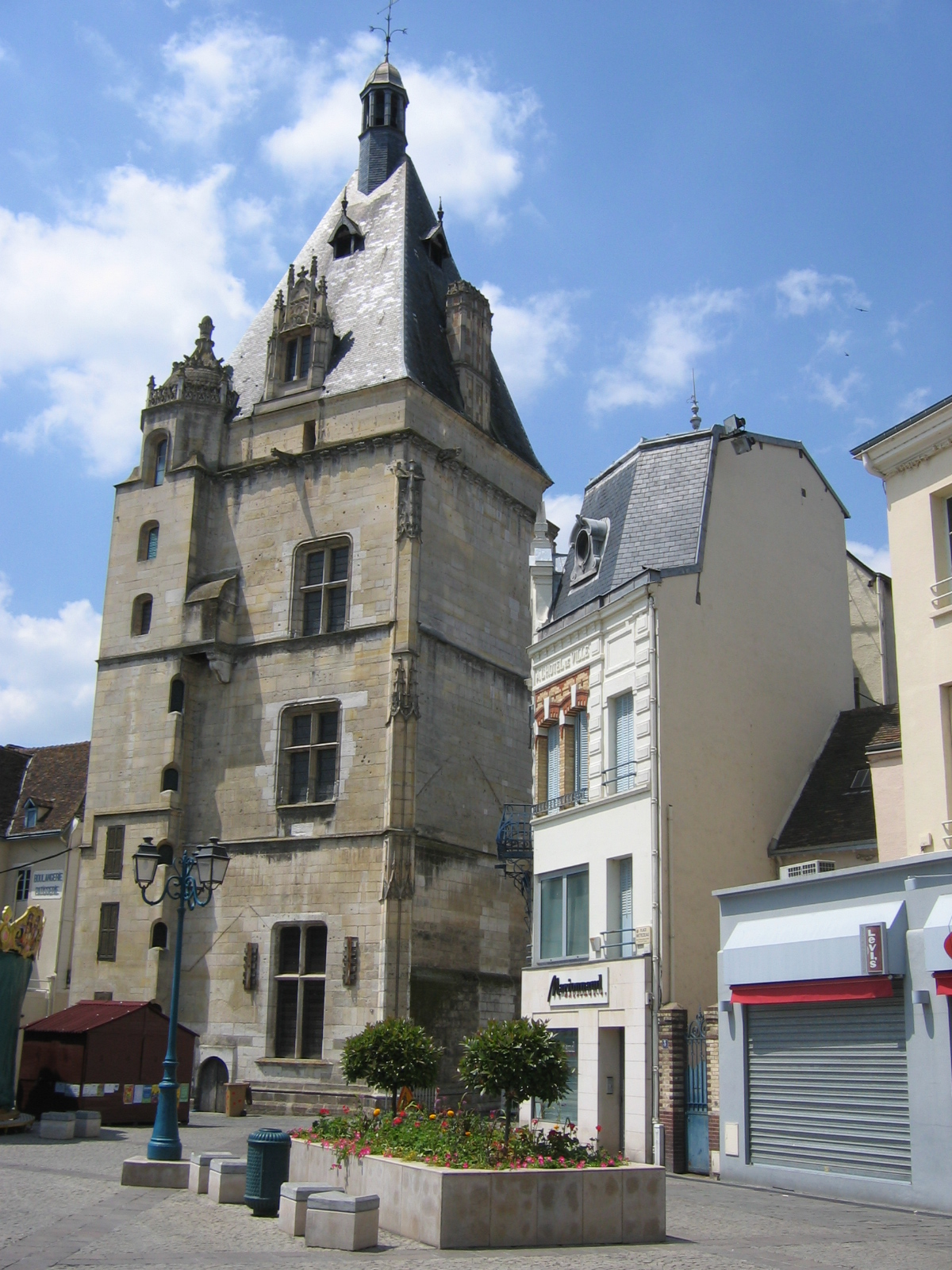
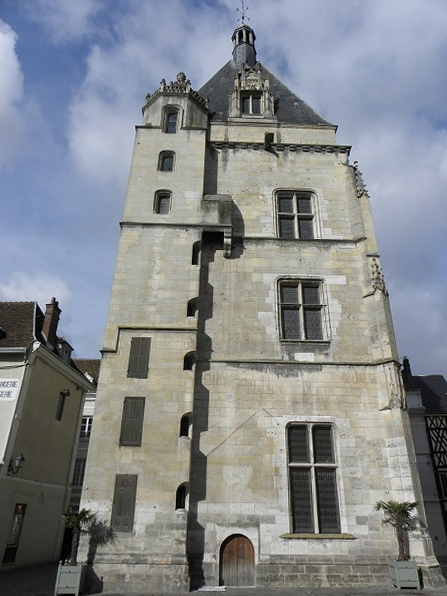
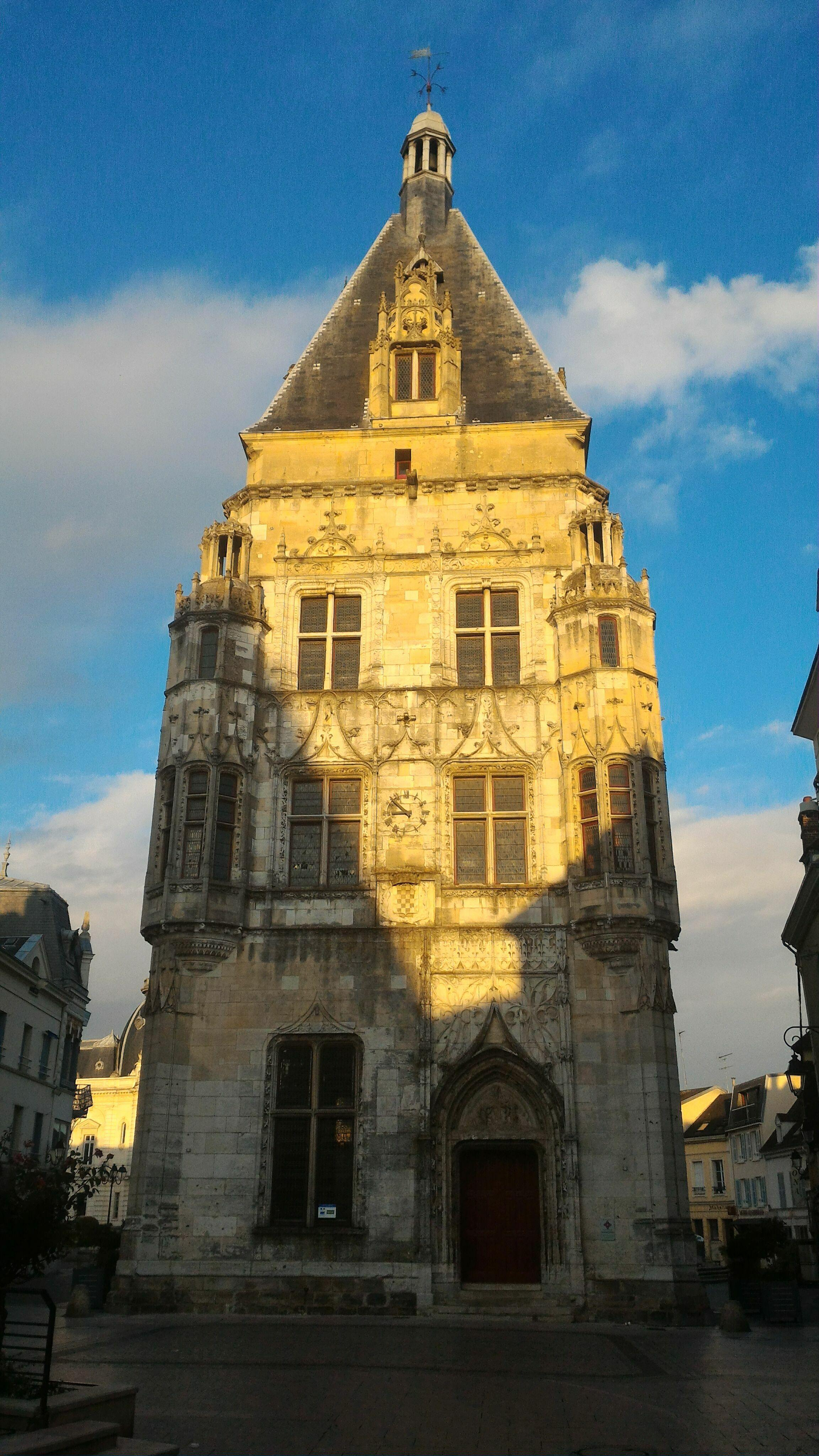

### Une architecture de style Louis XII

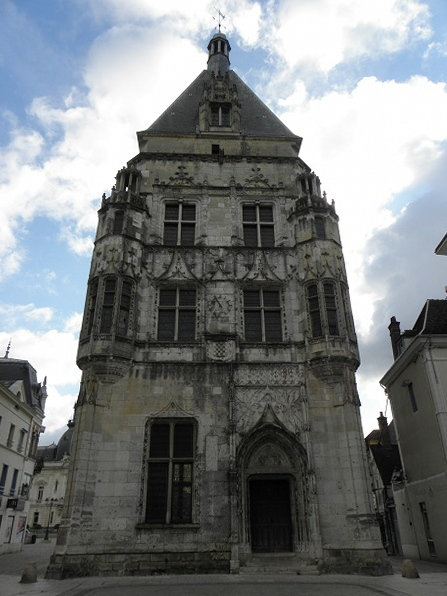
La façade achevée vers 1537.

L’ancien hôtel de ville de Dreux se compose d'un beffroi ou "baffraiz", en vieux français, dont la façade est flanquée de deux tourelles en encorbellement tandis que l'arrière de l'édifice comporte une tour quadrangulaire comportant un escalier à vis.
Signe des temps, la façade du bâtiment est monumentale : Il y a une volonté affichée d'éblouir et de marquer la puissance urbaine retrouvée à cette époque par des emprunts au vocabulaire architectural des édifices religieux. Bien qu'achevée sous le règne de François Ier, en 1537, la façade du beffroi reste un manifeste du style Louis XII par son élévation principale marquant la transition dans les premières décennies du XVIe siècle entre le gothique finissant et la première Renaissance. Conservant encore des éléments du gothique flamboyant tels que les pinacles, les arcs en anse de panier et les fenêtres à meneaux, l'édifice comporte des ornements italiens inédits pour l'époque médiévale, comporte deux étages surmontant une cave, coiffés d'un haut comble et de grandes lucarnes à gables, dans la pleine tradition française, le tout obéissant à un programme détaillé.

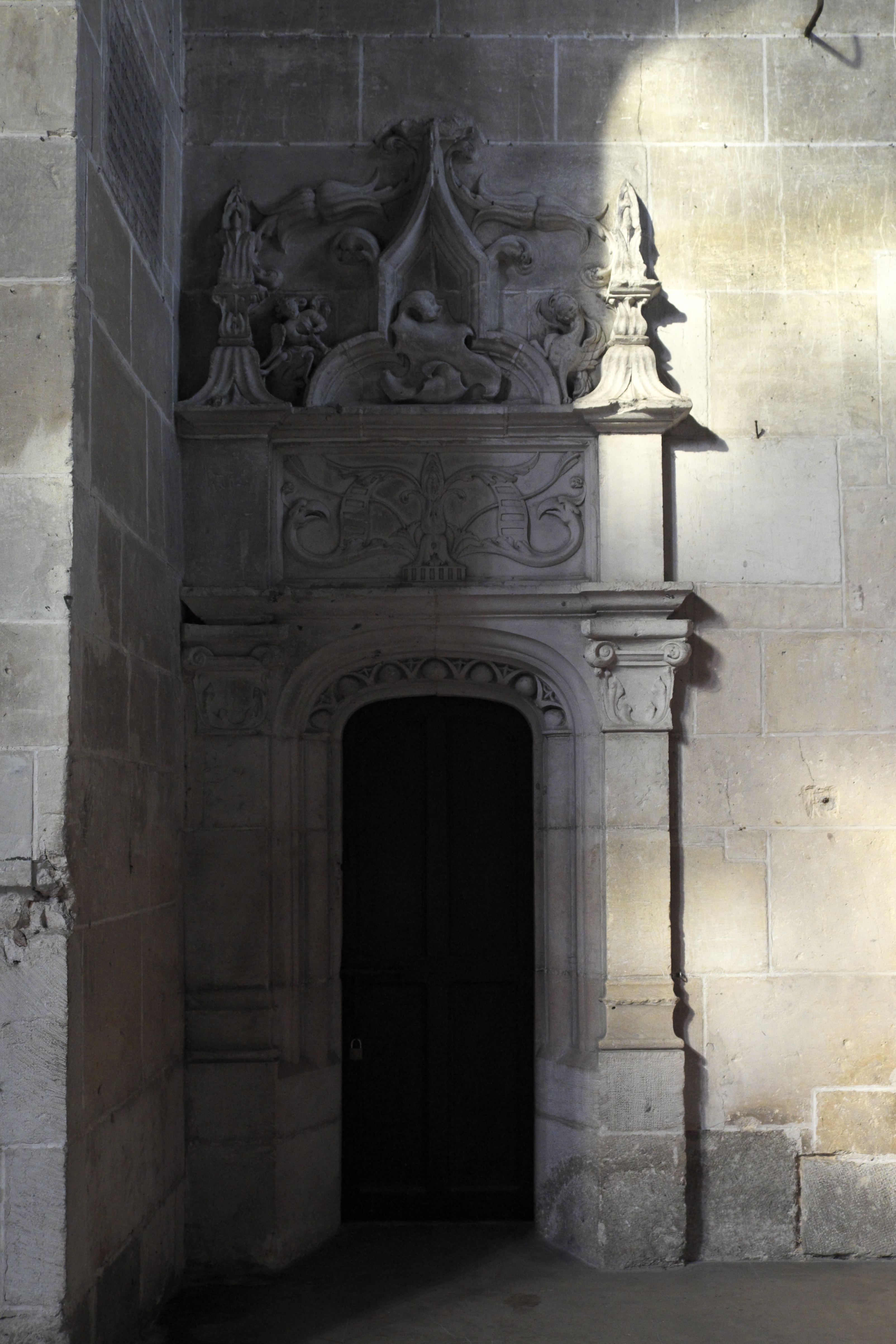
Le style Louis XII développé à Dreux par Clément Métezau, s'observe également dans l'ornementation du chœur de l'église Saint-Pierre (vers 1524).

Typique du Style Louis XII, la présence de larges ouvertures, même non vitrées, véhicule une notion de luxe tandis que leur abondance participe à la féerie du bâtiment. Déjà à la fin du XIVe siècle, cette propriété quasi-magique du palais largement ouvert était apparue lorsque Guillebert de Metz évoquait la fastueuse demeure parisienne de Jacques Ducy, clerc à la Chambre des Comptes. Dès cette époque, les fenêtres à croisées permettent non seulement l’entrée de la clarté mais aussi l’aération des pièces tandis que sous Louis XII la superposition des ouvertures en travées reliées entre elles par des moulures organise de façon régulière le rythme des façades. On peut d'ailleurs rapprocher son élévation extérieure avec celle de l'hôtel de ville de Compiègne. En effet, Dreux tout comme Compiègne se trouvaient jusqu'au 16 février 1790, dans la Province d'Île-de-France.
Le rez-de-chaussée du beffroi correspond à la Salle basse, alors réservée à la justice du maire tandis qu'au premier étage la Grande salle était le lieu où siégeait le conseil de ville. Ornée de voûtes à liernes et tiercerons typiques du style gothique flamboyant, cette pièce qui comportait un magasin d'armes, permettait également de conserver en lieu sûr les documents, titres et chartes communales. Suivant le mouvement initié depuis Charles VI, notamment par Guy de Dammartin à la Sainte-Chapelle de Riom, l'espace intérieur du beffroi de Dreux est marqué par la disparition des chapiteaux, qui parfois réduits à des bagues décoratives, sont la plupart du temps supprimés, laissant ainsi comme dans le chœur contemporain de l'église Saint-Pierre, les moulures de l'ogive pénétrer sans interruption dans la paroi murale qui les supporte. De grandes fenêtres à meneaux encadrées de moulurations flamboyantes s'ouvrent encore aujourd'hui sur la place Métezeau, ancienne place du marché tandis que la niche centrale, à l'exemple de l'hôtel de ville de Compiègne, devait comporter à l'origine une effigie religieuse telle qu'une Annonciation ou un saint protecteur de la ville.
Marquant la partie supérieure du bâtiment, les évolutions ultimes du style Louis XII, voué aux expériences, s'effectuent sous l'influence de la construction du château de Gaillon. Répertoires d'italianismes, ce palais rempli de chefs-d'œuvre servit alors davantage d'exemple à Dreux que le château de Blois de Louis XII qui surprenait moins.
Suivant cette mouvance, une nouvelle étape ornementale classicisante est franchie au deuxième étage du beffroi. S'il conserve encore des éléments de l'art gothique flamboyant tels que les gables à contre-courbes, les fenêtres à meneaux ou autres arcs en anse de panier, il se retrouve déjà plaqué d'éléments italiens inédits pour l'époque médiévale, : on le remarque notamment sur les pilastres à rinceaux de part et d'autre des fenêtres tandis qu'une frise d'influence lombarde vient orner la base des gables de style flamboyant à décor de choux frisés. À l'intérieur, une grande pièce servait de magasin aux farines et aux grains entreposés là comme réserve de nourriture en cas de siège militaire.
Surmontant l'ensemble, une corniche à modillons et caissons Renaissance rappelle de manière simplifiée celle de l'aile Longueville de Châteaudun (avant 1518) tandis qu'un haut comble orné de lucarnes héritées de la tradition française, protège le mécanisme du mouvement de l'horloge et sa grosse cloche.
En 1879, Denis Darcy, architecte des Beaux-Arts de Toulouse et élève d'Henri Labrouste, procède à la restauration générale de l'édifice tout en y ajoutant des éléments de sa fantaisie : il eut l'idée d'enfermer le dôme des tourelles en encorbellement dans une série de colonnettes, détruisant alors l'harmonie de leurs parties supérieures. Ces éléments furent en partie détruits par un vent violent en novembre 1951.
Le beffroi de Dreux ne retrouvera finalement sa silhouette médiévale originelle qu'entre 1977 et 1979 grâce à la restauration de Guy Nicot (1933-2002), architecte en chef des monuments historiques. Les arcs-boutants inutiles et dangereux qui avaient été ajoutés par Denis Darcy ont été alors supprimés, dégageant ainsi les lanterneaux des deux oriels du XIXe siècle.

### La cloche du ban ou bancloque

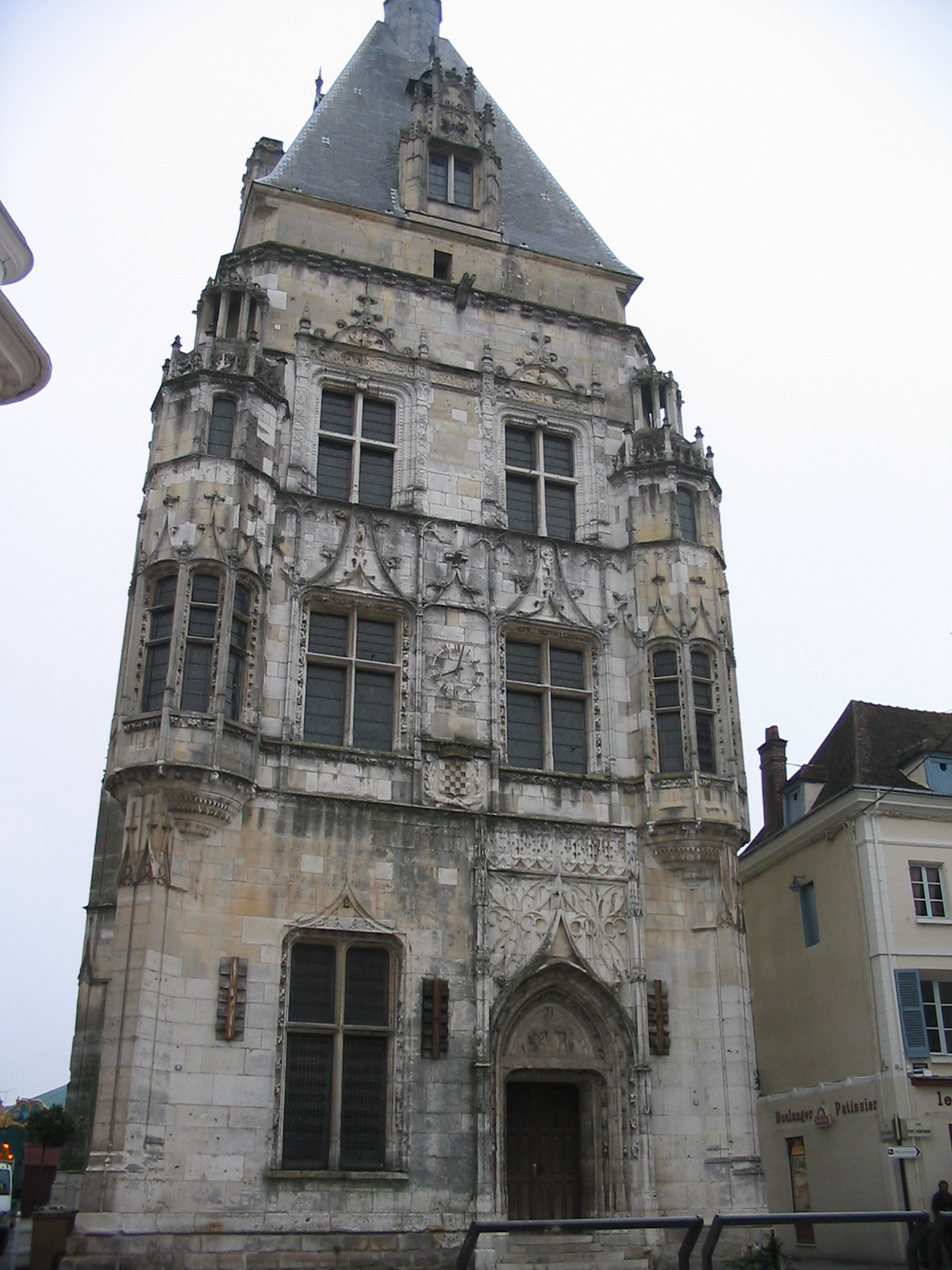
Bien qu'achevée sous le règne de François Ier, en 1537, la façade du beffroi reste un manifeste du style Louis XII.

Un beffroi ou « baffraiz » en vieux français était un ouvrage destiné à contenir et à permettre d'utiliser des cloches. Par synecdoque le nom de beffroi fut donné aux tours renfermant les cloches de la commune.
La présence d'un Beffroi au cœur de la cité représente alors le symbole même de la commune libre. Après l'obtention de leurs suzerains du droit de s'administrer elles-mêmes par des chartes communales, l'érection de tels monuments comme à Dreux marquait leur autonomie et leur puissance. Le pouvoir politique utilise dès lors ces structures pour se renforcer, tout en limitant et contrôlant leur extension
Par ailleurs, l'horloge communale sonnant chaque heure symbolisait désormais un changement dans le découpage du temps. Suivant la Liturgie des Heures, la journée du Moyen Âge, était jusque-là rythmée par les sept offices religieux qu'annonçaient par leurs tintements les clochers des églises : Matines, Laudes, Tierce, Sexte, None, Vêpres et Complies, exprimant par là même un temps divin. La construction d'un beffroi dont la cloche du ban ou "bancloque", sonnait désormais chaque heure de la journée marqua alors le passage à un temps profane, consacré au commerce tout en reflétant d'une certaine façon l'avènement de la bourgeoisie urbaine.
Vers 1564, la ville de Dreux procède à la fonte d'une nouvelle cloche comportant la date de millésime 1561.
Sur la cloche actuelle de 3 500 kg, réalisée en 1839, les fondeurs de la monarchie de Juillet ont reproduit à l'identique les anciennes armoiries de France, accompagnées de celles de la ville de Dreux. Entourant la campane, une frise représente la procession dite des « flambarts » qui marque le solstice d'hiver : cette cérémonie se matérialise ici par la succession de 74 personnages dont une partie porte sur leurs épaules des torches tandis que d'autres les allument en marchant.
Autrefois, ce bancloque symbolisait le pouvoir destiné à appeler le peuple aux délibérations communales ainsi qu'à toutes les solennités de la vie drouaise : processions, visites princières, élection du maire, mais aussi exécutions capitales. Pour autant, la cloche du beffroi pouvait servir de manière plus pragmatique à signaler l'approche d'un ennemi ou à donner l'alarme en cas d'incendie. Jusqu'en 1904, l'ouverture des séances du conseil municipal était annoncée par les 23 tintements du bancloque.
La dernière sonnerie du bourdon à la volée fut entendue le 11 novembre 1918 en l'honneur de l'armistice de la Première Guerre mondiale. Depuis, il a été décidé de ne faire que des tintements afin de préserver la fragile charpente.